# Берт Петноуд
Джозеф Бертранд Артур Петноуд (англ. Joseph Bertrand Arthur Patenaude, 4 листопада 1909, Фолл-Ривер, США — 4 листопада 1974, там само) — американський футболіст, що грав на позиції нападника, зокрема, за клуби «Фолл-Ривер Марксмен» та «Філадельфія Пассон», а також національну збірну США.

## Клубна кар'єра
У футболі дебютував 1928 року виступами за команду клубу «Філадельфія Філд Клаб», в якій того року взяв участь у 8 матчах чемпіонату. 
Протягом 1928 року захищав кольори «Джей енд Пі Коатс».
Своєю грою за останню команду привернув увагу представників тренерського штабу клубу «Фолл-Ривер Марксмен», до складу якого приєднався 1928 року. Відіграв за команду з Фолл-Ривер наступні два сезони своєї ігрової кар'єри. Більшість часу, проведеного у складі «Фолл-Ривер Марксмен», був основним гравцем атакувальної ланки команди. У складі «Фолл-Ривер Марксмен» був одним з головних бомбардирів команди, маючи середню результативність на рівні 0,92 голу за гру першості.
1930 року уклав контракт з клубом «Ньюарк Американс». Відзначався надзвичайно високою результативністю, забиваючи в іграх чемпіонату в середньому більше одного голу за матч.
З 1933 року один сезон захищав кольори клубу «Філадельфія Герман-Американс». 
З 1934 року один сезон захищав кольори команди «Сентрал Брюіріс». 
Протягом 1935—1936 років захищав кольори «Сент-Луїс Шемрокс».
1936 року перейшов до клубу «Філадельфія Пассон» де і завершив професійну кар'єру футболіста.
| Дата           | Місто          | Господарі | Результат | Гості    | Турнір             | Голи | Примітки |
| -------------- | -------------- | --------- | --------- | -------- | ------------------ | ---- | -------- |
| 13 липня 1930  | Монтевідео     | США       | 3 – 0     | Бельгія  | ЧС 1930 - 1-й етап | 1    |          |
| 17 липня 1930  | Монтевідео     | США       | 3 – 0     | Парагвай | ЧС 1930 - 1-й етап | 3    |          |
| 26 липня 1930  | Монтевідео     | Аргентина | 6 – 1     | США      | ЧС 1930 - півфінал | -    |          |
| 17 серпня 1930 | Ріо-де-Жанейро | Бразилія  | 4 – 3     | США      | товариський матч   | 2    |          |
| Усього         |                | Матчів    | 4         |          | Голів              | 6    |          |

Загинув 4 листопада 1974 року у свій 65-й день народження у місті Фолл-Ривер.

## Титули і досягнення
- Бронзовий призер чемпіонату світу: 1930